# Miroslav Radošević
Miroslav Radosevic, en serbio: Мирослaв Рaдошевић, fue un jugador de baloncesto serbio nacido el 1 de enero de 1973, en Uzice, RFS Yugoslavia. Con 1.94 de estatura, jugaba en la posición de alero. 

## Equipos
- 1996-1997 KK Borac Čačak
- 1997-2000 Partizan de Belgrado
- 2000-2002  Türk Telekom Ankara
- 2002-2003  Roseto Basket
- 2003-2004  Prokom Sopot
- 2004-2007  Bandırma Banvit